# Haruki Seto
Haruki Seto (瀬戸 春樹, Seto Haruki) est un footballeur japonais né le 14 mars 1978.